# Jésus Konnsimbal
Jésus Konnsimbal (Bozoum, 3 marzo 1992) è un calciatore centrafricano, attaccante del Montchat Lyon.

## Statistiche

### Cronologia presenze e reti in nazionale
| Cronologia completa delle presenze e delle reti in nazionale ― Rep. Centrafricana | Cronologia completa delle presenze e delle reti in nazionale ― Rep. Centrafricana | Cronologia completa delle presenze e delle reti in nazionale ― Rep. Centrafricana | Cronologia completa delle presenze e delle reti in nazionale ― Rep. Centrafricana | Cronologia completa delle presenze e delle reti in nazionale ― Rep. Centrafricana | Cronologia completa delle presenze e delle reti in nazionale ― Rep. Centrafricana | Cronologia completa delle presenze e delle reti in nazionale ― Rep. Centrafricana | Cronologia completa delle presenze e delle reti in nazionale ― Rep. Centrafricana |
| Data                                                                              | Città                                                                             | In casa                                                                           | Risultato                                                                         | Ospiti                                                                            | Competizione                                                                      | Reti                                                                              | Note                                                                              |
| --------------------------------------------------------------------------------- | --------------------------------------------------------------------------------- | --------------------------------------------------------------------------------- | --------------------------------------------------------------------------------- | --------------------------------------------------------------------------------- | --------------------------------------------------------------------------------- | --------------------------------------------------------------------------------- | --------------------------------------------------------------------------------- |
| 9-10-2014                                                                         | Tangeri                                                                           | Marocco                                                                           | 4 – 0                                                                             | Rep. Centrafricana                                                                | Amichevole                                                                        | -                                                                                 | 39’                                                                               |
| 5-6-2016                                                                          | Bangui                                                                            | Rep. Centrafricana                                                                | 3 – 1                                                                             | Angola                                                                            | Qual. Coppa d'Africa 2017                                                         | -                                                                                 | 72’                                                                               |
| Totale                                                                            |                                                                                   | Presenze                                                                          | 2                                                                                 |                                                                                   | Reti                                                                              | 0                                                                                 |                                                                                   |